# Skamby
Skamby is een plaats in de Deense regio Zuid-Denemarken, gemeente Nordfyn. De plaats telt 447 inwoners (2020). Skamby ligt aan de voormalige spoorlijn Odense - Bogense. Het stationsgebouw is bewaard gebleven.